# Mycobacterium smegmatis
Mycobacterium smegmatis ist ein Bakterium aus der Gruppe der Mykobakterien. Es handelt sich um stäbchenförmige Bakterien mit einer Länge von 3 bis 5 µm. Es zählt zur Normalflora des Smegmas im menschlichen Genitalbereich, also sowohl im Bereich der weiblichen Vulva und der Klitorisvorhaut, Praeputium clitoridis, als auch beim Mann unter der Penisvorhaut, Praeputium penis.
Auch in Bodenproben wurde es häufig gefunden. Es ist nur in seltenen Fällen pathogen und zählt zu den sogenannten nichttuberkulösen Mykobakterien (MOTT). Mycobacterium smegmatis zählt hier zu den schnellwachsenden Mykobakterien, die auf agarhaltigen Nährmedien schon innerhalb einer Woche gut sichtbare Kolonien bilden. Deshalb gilt es auch als Modellorganismus für Mykobakterien und wird oft in Labors für Stoffwechseluntersuchungen verwendet. Die elektronenmikroskopische Charakterisierung erfolgte unter Einsatz der Kryo-Elektronenmikroskopie.
Das Genom wurde vom J. Craig Venter Institute sequenziert. Auch die Mykolsäuren wurden, wie auch von anderen Arten von Mycobacterium, analysiert.

## Systematik
Mycobacterium smegmatis ist eine Art in der Gattung Mycobacterium in der Familie der Mycobacteriaceae, die zur Abteilung Actinobacteria gezählt wird. Zusammen mit Mycobacterium goodii wird es in die Mycobacterium smegmatis-Clade gestellt.